# 托爾明
托爾明（斯洛維尼亞語： 發音：[tɔlˈmiːn] ⓘ），是斯洛維尼亞西北部托爾明市鎮的小鎮及行政中心。

## 主要景點
托爾明的主要景點是其老城區中心、現代化的體育公園以及山上的千年城堡遺址。博物館、圖書館、學校和城鎮的開放空間全年為各種活動、展覽和展示提供場地。托爾明地區也是斯洛維尼亞和國外藝術家的熱門目的地。
鎮上的堂區教堂獻給聖母升天，屬於天主教科佩爾教區。
自2004年以來，托爾明以“Metalcamp”節而聞名，自2013年起，該節日改稱為「Metaldays」，每年都會吸引來自整個歐洲和世界其他地區約10,000人。在托爾明舉行的其他節日是朋克搖滾節日和 Overjam 雷鬼音樂節。